# Photios (métropolite de Kiev)
Pour les articles homonymes, voir Photios.
Photios, ou Photius (mort le 2 juillet ou le 7 février 1431), fut métropolite de Kiev et de toutes les Russies. Il occupa le premier siège épiscopal de toute la Russie de 1408 sa mort.